# 妙峰山弥陀造像
妙峰山弥陀造像，位于中国福建省南安市仑苍镇蔡西村，南宋淳熙二年（1175年）雕刻。阿弥陀佛立像，面南，通高6.32米，身高6.12米，莲座高0.20米。形象丰满圆润，发作螺髻，双耳垂肩，面相端庄，左手掌心向上于胸前，右手作与愿印，身穿袈裟，两足微露立于莲花座上。正面衣褶下方刻铭文一段，详细记载了造像雕刻年代及捐刻因理。2005年5月11日公布为第六批福建省文物保护单位。